# Jean-Claude Magnan
Pour les articles homonymes, voir Magnan.

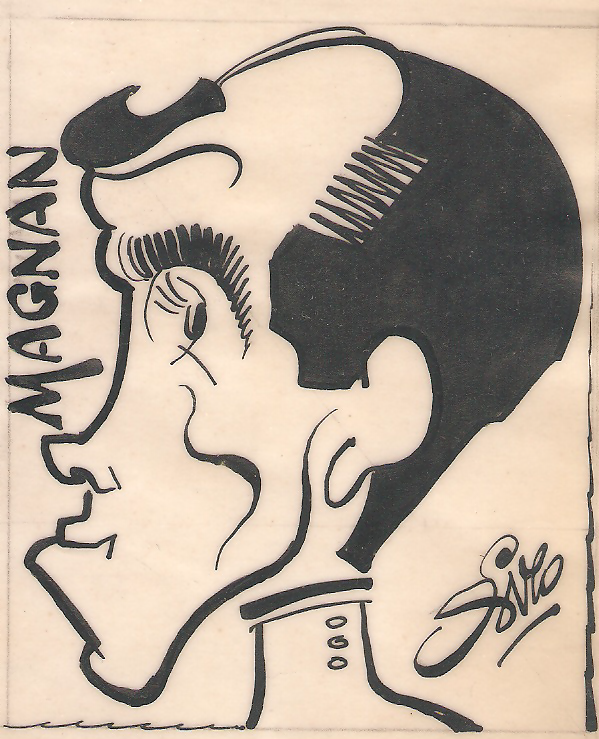
Jean Claude MAGNAN vu par Siro

Jean-Claude Magnan, né le 4 juin 1941 à Aubagne, est un escrimeur français. Membre de l'équipe de France de fleuret, il fut à plusieurs reprises médaillé lors des Jeux olympiques et des championnats du monde.

## Biographie
Membre de la section escrime du Racing Club de France, il pratique les trois armes. Ainsi, en 1963, il fait partie de l'équipe d'épée championne d'Europe des clubs. À Heidenheim (Allemagne de l'Ouest), elle dispose, en finale, du champion suédois, pourtant favori. Il remporte également cette année-là, une manche de coupe du monde à Poitiers, dans cette arme. En plus de ses six titres de champion de France en fleuret individuel, il a même été sacré en sabre par équipes. 
Il est le père de Delphine et de Clothilde Magnan, elles aussi fleurettistes, et l'oncle du perchiste Jean Galfione. Il enseigne désormais son expérience en escrime de loisir comme de compétition, au club d'escrime de Salon-de-Provence.

## Palmarès

### Jeux olympiques
- Médaille d'or au fleuret par équipe en 1968
- Médaille d'argent au fleuret en 1964
- Médaille de bronze au fleuret par équipe en 1964
- Médaille de bronze au fleuret par équipe en 1972

### Championnats du monde
- Médaille d'or au fleuret en 1963
- Médaille d'or au fleuret en 1965
- Médaille d'or au fleuret par équipe en 1971
- Médaille d'argent au fleuret en 1966
- Médaille de bronze au fleuret par équipe en 1963
- Médaille de bronze au fleuret par équipe en 1965

### Championnats de France
- Champion de France de fleuret en 1960, 1962, 1965, 1968, 1971, 1972